# Poliacrilonitrile

Formula di struttura del poliacrilonitrile.

Il poliacrilonitrile, spesso indicato con l'acronimo PAN, è il polimero ottenuto dalla polimerizzazione dell'acrilonitrile. Viene prodotto in mezzo acquoso, a temperatura di 40-55 °C, tramite l'utilizzo di catalizzatori (persolfato di potassio, potassio idrossilammina disolfonato biidrato e solfato ferroso). Esiste anche un'altra metodica che sfrutta l'utilizzo di perossido quale iniziatore radicalico e richiede temperature superiori.
La prima fibra acrilica ottenuta, nota col nome commerciale Orlon, fu prodotta dalla DuPont nel 1950 ed era costituita da poliacrilonitrile. L'uso di questo polimero è principalmente rivolto alla produzione di fibre sintetiche resistenti all'invecchiamento, a tarme, ad agenti fisici e chimici e caratterizzate da notevoli proprietà meccaniche. Il PAN viene utilizzato anche come precursore per ottenere fibra di carbonio ad alta qualità.
Il poliacrilonitrile si decompone prima di fondere (315-320 °C) ed è filabile solubilizzandolo in solventi aprotico quali dimetilformammide, dimetilacetammide e dimetilsolfossido.
Con ioni di litio si usa come elettrolita solido negli accumulatori litio-polimero